# Scytodes armata
Scytodes armata är en spindelart som beskrevs av Antonio D. Brescovit och Cristina A. Rheims 200. Scytodes armata ingår i släktet Scytodes och familjen spottspindlar.
Artens utbredningsområde är Costa Rica. Inga underarter finns listade i Catalogue of Life.